# Diomedes (Indo-Grieche)

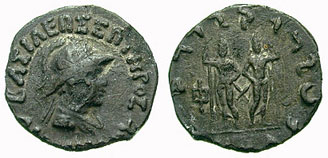
Münze des Diomedes mit seinem Porträt auf der Vorder- und den Dioskuren auf der Rückseite

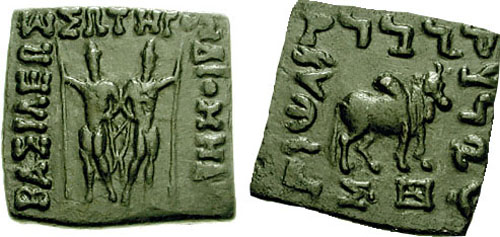
Münze des Diomedes mit den Dioskuren auf der Vorder- und einem Zebu auf der Rückseite

Diomedes, oft als der Retter (Soter) bezeichnet, war ein indo-griechischer König, der bisher nur von seinen Münzen her bekannt ist. Er regierte wahrscheinlich nur kurz, wobei sein Herrschaftsgebiet im Hindukusch lag. Die Datierung schwankt in der Forschung zwischen 115 und 90 v. Chr.
Seine Münzprägungen zeigen oftmals die Dioskuren, entweder auf Pferden oder stehend. Die Beischriften sind auf Griechisch, aber auch in Kharoshthi. Die Prägungen zeigen viele Monogramme, vergleichbar mit denen von Philoxenos, so dass beide Herrscher vielleicht verwandt waren oder sogar aufeinander folgten.
Es gibt eine Münze, die von Agathokleia und Straton I. überprägt wurde. Dies mag auf Rivalitäten dieser Herrscher hindeuten.